# Standard Oil
Standard Oil (1870 - 1911) va ser una empresa petrolera nord-americana. L'empresa va ser fundada a Ohio el 1870 per l'industrial John D. Rockefeller, el seu germà William Rockefeller, Henry Flagler, el químic Samuel Andrews i Stephen V. Harkness.
Usant tàctiques molt eficaces i àmpliament criticades, Standard Oil va absorbir o va destruir la majoria de la seva competència a Ohio i després en tot el nord-est dels Estats Units.
En resposta a lleis estatals que tractaven de limitar la grandària de les empreses, Rockefeller i els seus socis van haver de desenvolupar mètodes d'organització innovadors, que van cristal·litzar en la invenció del trust empresarial. En paral·lel van sorgir lleis estatals i federals anti-trust que s'oposaven a aquests moviments.
Després d'una llarga sèrie de judicis, el 1911 el Tribunal Suprem dels Estats Units va decretar la fragmentació de Standard Oil en 34 empreses independents, però que seguien sent propietat de Rockefeller i de la resta dels accionistes de Standard Oil. Les descendents d'aquestes empreses conformen el nucli principal de la indústria petrolera nord-americana en l'actualitat: 
- ExxonMobil (els avantpassats de la qual són la Standard Oil de Nova Jersey i la Standard Oil de Nova York)
- ConocoPhillips (la part Conoco prové de la Standard dels estats de les Rocoses)
- Chevron (Standard de Califòrnia)
- Amoco i Sohio (Standard d'Indiana i Standard d'Ohio, respectivament, ara forma part de BP)
- Atlantic Richfield (la part Atlantic, actualment també integrada en BP)
- Marathon Oil (descendent també de la Standard d'Ohio)
- i moltes altres empreses més petites